# 石永 (元朝)
石永，元朝绍兴新昌（今浙江省新昌县）人。
石永性情淳厚，事奉父母至孝。当时乱兵侵掠乡里，石永的父亲石谦孙八十岁，年老不能行走，石永背着父亲藏匿在山谷中。乱兵抓住其父，想要杀了他，石永上前抱着父亲请以自身相代，乱兵于是杀了石永而释放了石谦孙。